# Dagaotan Shuiku
Dagaotan Shuiku (kinesiska: 大高滩水库) är en reservoar i Kina. Den ligger i provinsen Sichuan, i den sydvästra delen av landet, omkring 210 kilometer öster om provinshuvudstaden Chengdu. Dagaotan Shuiku ligger 377 meter över havet. Arean är 0,83 kvadratkilometer. Trakten runt Dagaotan Shuiku består till största delen av jordbruksmark. Den sträcker sig 2,2 kilometer i nord-sydlig riktning, och 1,7 kilometer i öst-västlig riktning.
Genomsnittlig årsnederbörd är 1 393 millimeter. Den regnigaste månaden är juni, med i genomsnitt 264 mm nederbörd, och den torraste är december, med 8 mm nederbörd.